# كامبل (نيويورك)
كامبل (بالإنجليزية: Campbell, New York)‏ هي بلدة أمريكية تقع في الولايات المتحدة في مقاطعة ستوبين، نيويورك. يقدر عدد سكانها بـ 3,691 نسمة ومساحتها 105.6 كم2 وترتفع عن سطح البحر 505 متر.

## أعلام
- توماس جون واتسون، الأب
- ريتشارد إنرايت